# Guerra in Somalia (2006-2009)
La guerra in Somalia è un conflitto, intercorso tra il 2006 e il 2009, tra il governo federale di transizione Somalo e l'Etiopia contro un gruppo islamico, l'Unione delle corti islamiche (UCI) e altre milizie affiliate per il controllo del paese.
La guerra è cominciata ufficialmente il 20 luglio 2006 quando le truppe Etiopi, appoggiate dagli Stati Uniti, invasero la Somalia per sostenere il governo a Baidoa. Di conseguenza l'Unione delle corti islamiche dichiara lo Stato di guerra e invita tutti i somali a prendere parte al combattimento contro l'Etiopia. Dopo il ritiro delle truppe etiopiche nel 2009 e dell'elezione di Sharif Sheikh Ahmed a presidente la guerra civile somala continua ancora oggi ridotta a qualche conflitto tra le varie fazioni e gruppi islamici tutt'oggi attivi in Somalia.

## Antefatto
La Somalia ha vissuto un periodo di continua instabilità a partire dalle rivolte per la deposizione del dittatore Siad Barre scoppiate nel 1986, che portarono alla sua deposizione nel 1991.
A seguito della caduta del regime, lo Stato somalo collassò e l'esercito somalo si frammentò in diverse armate indipendenti su base clanica, che combatterono tra loro e con i principali gruppi ribelli una sanguinosa guerra civile che causò centinaia di migliaia di morti.
Il conflitto aveva trovato una parziale soluzione con la formazione di un governo transitorio nel 2000, seguito da nuovi scontri e dalla formazione di un governo federale transitorio nel 2004, guidato dal presidente Abdullahi Yusuf Ahmed.
Mentre le nuove istituzioni transitorie si insediavano nella città di Baidoa nel 2005, il processo di ricostituzione dell'esercito somalo, non più esistente dal '91, fu reso possibile dalla cooperazione dell'Etiopia e degli Stati Uniti.
Tuttavia, in decenni di assenza dello Stato e di forti istituzioni sul territorio, l'amministrazione a livello locale era stata assunta dai tribunali islamici, che non videro di buon occhio la possibilità di cedere il potere al nuovo Governo di transizione. Le Corti islamiche si federarono nell'Unione delle Corti islamiche ed occuparono Mogadiscio nel giugno 2006, opponendosi all'insediamento del Governo di transizione nella capitale.
Con l'ingresso in armi di truppe etiopi in territorio somalo, a sostegno del Governo federale di transizione, iniziò dunque una nuova fase della già ventennale guerra civile somala, non più caratterizzata dalla competizione tra i signori della guerra, ormai confederati nel GFT, bensì dallo scontro tra il GFT e le Corti islamiche che avevano fino a quel momento esercitato l'amministrazione del territorio in assenza dello Stato.

## Corso della guerra

### Insediamento del GFT a Mogadiscio
Di fronte all'avanzata dell'Unione delle Corti Islamiche, il Governo federale di transizione, insediatosi provvisoriamente a Baidoa nella regione meridionale di Bai, era supportato dall'Alleanza per la restaurazione della pace e dell'antiterrorismo (ARPCT), unione di tutte le formazioni politiche somale.
Il Presidente Yusuf chiese l'invio di forze armate dell'Unione africana in Somalia, che tuttavia era a corto di risorse; poté tuttavia giovarsi di finanziamenti statunitensi alla coalizione ARPCT e della formazione delle proprie truppe da parte dell'Etiopia.
L'Unione delle Corti Islamiche ottenne il controllo di Mogadiscio nel giugno 2006, scacciando la coalizione ARPCT sulle alture circostanti, e riuscendo a persuadere altri signori della guerra a far parte della propria fazione, prendendo il controllo del centro-sud della Somalia, dalla regione meridionale dello Giubaland fino alle frontiere del Puntland, del Mudugh e del Galgudud, che si unirono nello Stato del Galmudugh, alleato del GFT.
Mentre il GFT era sostenuto dall'Etiopia e dagli USA, l'ICU ottenne l'appoggio dell'Eritrea e finanziamenti dalle reti del fondamentalismo islamico come al Qaida. Colloqui di pace sotto l'auspicio della Lega araba si svolsero a Khartum, ma non ebbero esito.
A dicembre, le forze dell'ICU, che già controllavano buona parte del sud, attaccarono anche la città di Baidoa, sede provvisoria del GFT, nei pressi della quale scoppiò una violenta battaglia.
L'Etiopia inviò le proprie truppe nella regione frontaliera di Gedo, i suoi carri armati raggiunsero la città di Daynuunay e i suoi elicotteri arrivarono a Baidoa; quindi i combattimenti interessarono anche le città di Lidale, Dinsor, Belet Uen, Mogadiscio e Burhakaba.
Il 26 dicembre l'Unione delle corti islamiche fu messa in ritirata dalla superiorità delle forze nemiche. Il 27 dicembre vi furono le ultime resistenze nella battaglia di Giohar, in seguito i leader della ICU si dimisero. Il 28 dicembre le forze alleate al GFT entrarono in possesso di Mogadiscio.
Il 31 dicembre, fu combattuta la battaglia per Gelib ed il 1º gennaio 2007 anche Chisimaio cadde in mano alle forze del GFT ed etiopi. Infine, nei giorni 7-12 gennaio, le forze etiopi e del GTF allontanarono l'ICU dalla città meridionale di Ras Chiambone, alla frontiera col Kenya, sostenute anche da almeno due bombardieri statunitensi. Questo fu il primo intervento ufficiale degli Stati Uniti in Somalia dopo il ritiro dell'ONU nel '95, come parte della missione internazionale contro la rete di al-Qaida, della quale alcuni elementi si erano presumibilmente infiltrati nelle forze dell'ICU. Rapporti non confermati asseriscono che l'intera operazione condotta dalle forze etiopi sia stata coordinata da un supporto logistico americano, mentre forze navali furono dispiegate al largo per prevenire tentativi di fuga in mare e la frontiera con il Kenya fu chiusa.
L'8 gennaio 2007, intanto, il Presidente Abdullahi Yusuf Ahmed entrava a Mogadiscio, per la prima volta da quando aveva assunto la carica, e intraprese le consultazioni con gli attori locali della società civile, economica e religiosa. A Mogadiscio, il GFT prese contatti con il clan Hawiye, che era stato messo ai margini nei mesi precedenti dall'ICU, ma tuttavia era diffidente anche nei confronti del GFT, in quanto i suoi membri appartenevano al clan Darod, rivale degli Hawiye fin dalle prime fasi della guerra nel '91, nonché per via dell'alleanza tra il GFT e l'Etiopia, storica rivale della Somalia. 

### Approvazione della missione Amisom
In gennaio, l'Unione africana autorizzò l'invio di proprie truppe in Somalia a sostegno del GFT, mentre in febbraio le Nazioni Unite decisero di sospendere per un anno l'embargo sulle armi alla Somalia, per permettere al GFT di acquistare armi e ricostituire un proprio esercito nazionale, sebbene la vendita delle armi doveva essere approvata da una apposita Commissione dell'ONU. In precedenza si era ventilata l'ipotesi di una missione internazionale guidata dalla IGAD e dunque limitata ai soli Paesi del Corno d'Africa.
Le prime truppe della Missione dell'Unione africana in Somalia (AMISOM), con il compito di facilitare la ricostruzione dell'esercito somalo, giunsero in Somalia nel marzo 2007. L'AMISOM istituì una piccola area di protezione a Mogadiscio, intorno all'aeroporto, al porto e a Villa Somalia ed iniziò a tenere negoziati di basso profilo con gli attori chiave. A marzo 2007, il Presidente Ahmed annunciò un piano per la smilitarizzazione forzata delle milizie nella capitale.
L'amministrazione temporanea del GFT sembrava aver stabilito il controllo, oltre che sulla capitale, sulla maggior parte del territorio centrale e meridionale del Paese, mentre membri del Governo e ufficiali del Gruppo internazionale di contatto sulla Somalia cominciavano a pianificare colloqui di riconciliazione, dispiegamento di forze di peace-keeping e di disarmo e una strategia di sviluppo. Tuttavia i membri della ICU, dopo essere stati sconfitti sul campo, si erano dispersi tra la popolazione e avevano iniziato a preparare atti di guerriglia contro le forze governative ed etiopi, atti che si aggiunsero alla continuazione dei preesistenti conflitti tribali. In particolare le frange più radicali ed islamiste si riunirono in gruppi come Al-Shabaab, per continuare a oltranza l'insorgenza contro il GFT e le truppe etiopi, considerate alla stregua di truppe di occupazione straniere. 

### Controffensiva dell'ICU
Verso la fine di marzo 2007, una coalizione di ribelli locali guidati da Al-Shabaab lanciò una serie di attacchi a Mogadiscio contro le truppe del GFT e dell'Etiopia, bombardando la città con colpi di mortaio e ingaggiando un'aspra battaglia di diverse settimane, che causò la morte di molti soldati e civili. La risposta delle forze alleate fu molto dura. In aprile il controllo sulla città fu assicurato, ma la città ne risultò seriamente danneggiata. Human Rights Watch ha riferito che entrambe le parti in conflitto si resero responsabili di diverse violazioni delle leggi di guerra. I resoconti riferiscono che i ribelli si distribuirono e fissarono le loro basi nei quartieri densamente popolati, sparando colpi di mortaio dai quartieri residenziali e individuando in soggetti pubblici e privati gli obiettivi per violenze e assassini. Mentre le truppe del GFT ebbero un ruolo secondario rispetto a quelle etiopi, le prime furono accusate di non aver avvisato, in modo efficace, i civili presenti nelle zone di guerra, di aver impedito i soccorsi, saccheggiato le proprietà e maltrattato i detenuti durante degli arresti di massa. Le truppe etiopi furono anch'esse accusate di aver sparato, in modo indiscriminato, colpi di mortaio, razzi e proiettili in zone densamente popolate, saccheggiato le proprietà e, in certe situazioni, praticato esecuzioni sui civili. A partire da maggio furono molti gli attentati islamici diretti contro i funzionari governativi somali.
Nel dicembre 2007, l'Unione delle corti islamiche mise in ritirata le truppe etiopi dalla base militare di Guriel e continuò ad avanzare verso l'importante città portuale di Chisimaio. Nel febbraio 2008 gli insorgenti del gruppo Al-Shabaab, in precedenza attivi con attentati terroristici a Mogadiscio, occuparono la città meridionale di Dinsor, minacciando di raggiungere Baidoa, sede del Parlamento.
Il 3 marzo 2008, gli Stati Uniti lanciarono un raid aereo su Dobley, ritenendola occupata da estremisti islamici. A maggio, le forze dell'Unione delle corti islamiche giunsero in vista di Chisimaio, ma non arrivarono ad occupare la città.

### Accordo di Gibuti e Governo di coalizione
Il 31 maggio, i rappresentanti del Governo federale di transizione accettarono di partecipare, con la mediazione dell'ex-Inviato Speciale dell'ONU per la Somalia, Ahmedou Ould-Abdallah, a dei colloqui di pace a Gibuti con una parte dell'ICU, riunitasi nel partito Alleanza per la Riliberazione della Somalia (ARS) col sostegno dell'opposizione parlamentare al Presidente Yusuf Ahmed. La conferenza si chiuse con la firma di un accordo, che prevedeva il ritiro delle truppe etiopi in cambio della fine delle ostilità da parte dell'ICU. Il Parlamento federale venne ampliato fino a 550 posti, per permettere l'ingresso dei membri dell'ARS.
In questo modo la fazione Al-Shabaab rimase in controllo di Baidoa e della regione di Bai, mentre a Mogadiscio si formò una nuova coalizione di governo, che comprendeva una parte del GFT, cioè l'opposizione al Presidente Yusuf Ahmed, e la fazione moderata dell'Unione delle Corti islamiche, guidata dal leader Sharif Sheikh Ahmed, che in questo modo ottenne una legittimità istituzionale confluendo nel Partito dell'Alleanza per la Riliberazione della Somalia.

### Ritiro dell'Etiopia e dimissioni di Yusuf Ahmed

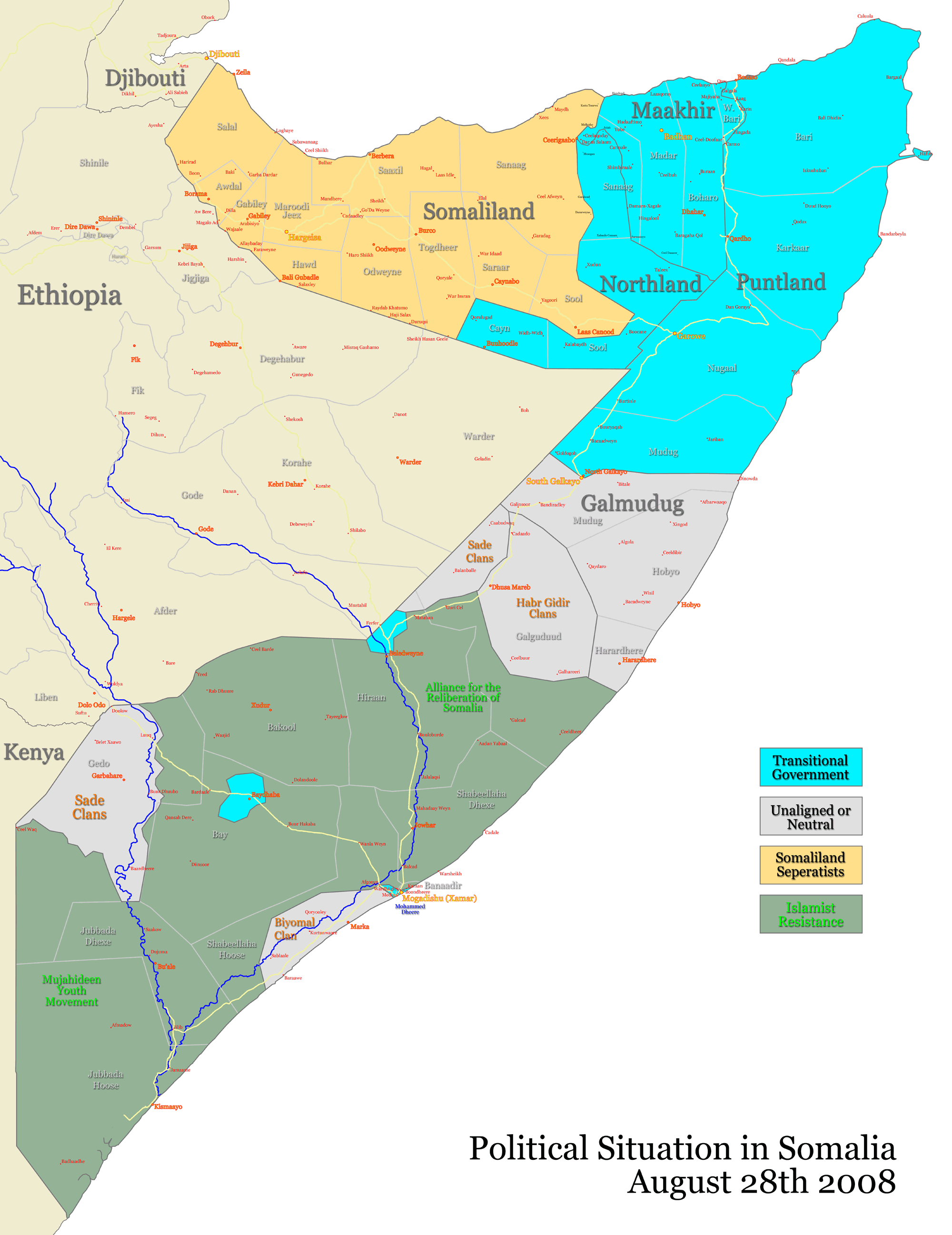
Situazione della guerra somala nell'agosto 2008

La fazione dell'ICU ostile agli accordi continuò i combattimenti, giungendo a scontrarsi con le forze etiopi presso Belet Uen, ma a luglio queste decisero di ritirarsi.
A dicembre 2008, l'Etiopia annunciò il ritiro completo delle proprie truppe dalla Somalia, lasciando un contingente della Missione dell'Unione Africana in Somalia composto di soli 3400 soldati del Burundi e dell'Uganda, notevolmente sottorganico per aiutare il fragile Governo federale di transizione somalo.
Di fronte al ritiro delle truppe etiopi dalla Somalia, ed all'affermazione delle forze ribelli nel Sud, il Presidente Abdullahi Yusuf Ahmed si trovò obbligato dalla mancanza di fondi e risorse umane, dall'embargo internazionale sulle armi che rendeva difficile ricostruire una forza di sicurezza nazionale, e dall'indifferenza della comunità internazionale, a gravare sul governo regionale autonomo del Puntland per inviare nuove truppe verso Mogadiscio e nel sud, sguarnendo così il Puntland che divenne vulnerabile ad attacchi di pirati e terroristi.
Infine, il 29 dicembre 2008, in un discorso al Parlamento, trasmesso anche alla Radio nazionale, il Presidente Yusuf Ahmed annunciò le proprie dimissioni, esprimendo il rammarico per non aver adempiuto al mandato del suo governo di terminare la guerra civile somala ed accusando la comunità internazionale di non aver adeguatamente sostenuto gli sforzi fatti in tal senso, lasciando l'incarico ad interim al Presidente del Parlamento Madobe.

## Conseguenze
Dopo che il 25 gennaio 2009 le truppe etiopi ebbero completato il loro ritiro dalla Somalia, il 30 gennaio si tennero nuove elezioni presidenziali, che risultarono nell'elezione a Presidente dello stesso Sharif Sheikh Ahmed, risultato vincitore su Maslah Mohamed Siad, figlio dell'ex presidente Barre, e su Nur Hassan Hussein, Primo Ministro uscente nominato da Yusuf.
L'ala più radicale dell'Unione delle Corti Islamiche, guidata da Hassan Dahir Aweys, continuò la lotta armata senza riconoscere la legittimità del Governo federale di transizione, accanto agli altri movimenti islamisti radicali come Al-Shabaab.